# نشارة

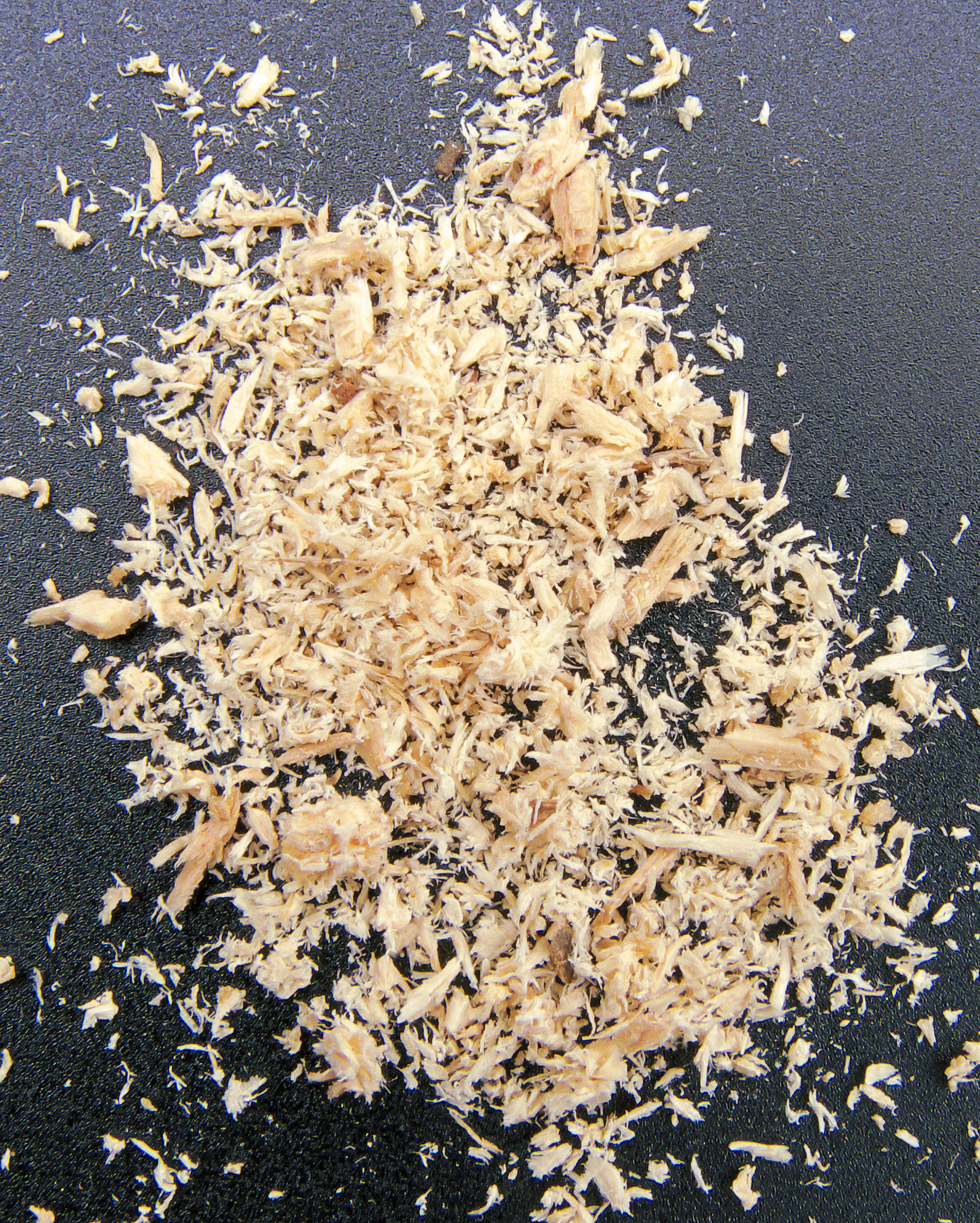
نشارة الخشب

النُشارة مَا يَسْقُطُ مِنَ الخشب وَغَيْرِهِ عِنْدَ نشره بمنشار. قد تُنظف طناجر وَأَطْبَاقِ الأَلُومِنْيُومِ بِالنُّشَارَةِ وقد تستخدم النشارة فراشا لدواجن الطَّير و لاقفاص القوارض مثل الأرانب و خنازير غينيا و الهامستر